# WSOF 19
WSOF 19: Gaethje vs. Palomino foi um evento de artes marciais mistas promovido pelo World Series of Fighting, ocorrido em 28 de março de 2015 no Comerica Theatre em Phoenix, Arizona. Esse evento foi transmitido ao vivo na NBC Sports Network nos EUA e na Fight Network no Canadá.

## Background
O evento principal foi a luta pelo Cinturão Peso Leve do WSOF, onde o campeão do Arizona Justin Gaethje fez sua segunda defesa de títulos contra o desafiante Luis Palomino.
Raymond Pina era esperado para enfrentar Lucas Montoya em uma luta nos leves, mas teve que se retirar da luta alguns dias antes do evento devido a uma lesão.
Esse evento era esperado para contar com a primeira Semifinal do Torneio pelo Título Meio Pesado do WSOF entre os brasileiro Thiago Silva e Ronny Markes. Mas após a luta entre Vinny Magalhães e Matt Hamill ser cancelada porque Magalhães foi removido do torneio foi anunciado que Hamill e Silva se enfrentariam na primeira semifinal do torneio. No entanto, no dia do evento, Hamill foi removido da luta devido a um problema e foi substituído por Teddy Holder. O oponente original de Holder, Jake Heun, permaneceu no card e enfrentou Clifford Starks. O oponente original de Starks, Eddie Arizmendi, foi removido do card, mas recebeu dinheiro de aparição e de vitória.

## Resultados
^ a: Pelo Cinturão Peso Leve do WSOF.

^ b: Semifinal do Torneio pelo Título Meio Pesado do WSOF.

### Chave do Torneio pelo Título dos Meio Pesados
|  | Semifinais       | Semifinais       | Semifinais   |              |  | Final | Final | Final |  |
|  |                  |                  |              |              |  |       |       |       |  |
|  | David Branch     | David Branch     | FIN          |              |  |       |       |       |  |
|  | David Branch     | David Branch     | FIN          |              |  |       |       |       |  |
|  | Jesse McElligott | Jesse McElligott | 2            |              |  |       |       |       |  |
|  | Jesse McElligott | Jesse McElligott | 2            | David Branch |  |       |       |       |  |
|  |                  |                  |              |              |  |       |       |       |  |
|  |                  |                  | Teddy Holder |              |  |       |       |       |  |
|  | Thiago Silva     | Thiago Silva     | TKO          |              |  |       |       |       |  |
|  | Thiago Silva     | Thiago Silva     | TKO          |              |  |       |       |       |  |
|  | Teddy Holder     | Teddy Holder     | 1            |              |  |       |       |       |  |

## Ligações Externas
1. ↑  a[›]
2. ↑  b[›]